# Клаудіо Моффа
Клаудіо Моффа (італ. Claudio Moffa) — італійський науковець, африканіст, професор на факультеті політичних наук в Університеті Терамо, де він викладає історію та право країн Африки та Азії.

## Життєпис
Почав займатися питаннями історії неєвропейських країни та імміграції як редактор і співвласник кількох щоденних газет і журналів в період між 1972 і 1985 роками в Corriere della Sera, Paese Sera, Panorama, il Gr-Rai. 1985 році склав державний іспит і став професійним журналістом для більшої свободи як коментатор і заради підтримання партнерських відносин з такими газетами, як La Stampa, il Gr-Rai, Rai News 24, Avvenire, La Sicilia. Одночасно починає наукову кар'єру: видає кілька книг і безліч есе — як дослідник в Університеті Терамо, зосереджуючись на історії та політиці афро-азійських країн. У 2000 році завдяки численним публікаціям, зокрема з африканської історії, отримує премію з культури Голови Ради Європейського Союзу.
Президент IEMASVO (Інститут перспективних досліджень на Близькому і Середньому Сході Енріко Маттеї)

## Наукові інтереси та погляди
Сферою наукових інтересів Клаудіо Моффа є головним чином Африка, Близький Схід та Середземномор'я. За понад 30 років професійної діяльності в галузі міжнародних відносин, він провів дослідження і опублікував багато книг, есе, статей з політичних питань та етноісторії, (революції в чорній Африці, етнічні фактори житті африканського континенту, національне питання і його перетворення після завершення деколонізації, історичні корені і географія відсталості на континенті, також щодо проблем міжнародної міграції, які аналізуються у світлі міжнародних конфліктів та економічної кризи, а в перспективі врегулювання цього явища, що офіційною соціологією часто розглядаються як «природні» і «неконтрольовані»). Ще одним напрямком досліджень був історичний та політологічний аналіз ісламського руху: Моффа наполягає на тому, що сіонізм підтримує деякі ісламські рухи (в Боснії, Косово, Чечні, Дарфурі і в частині Курдистану) і інші, що виступають проти Ізраїлю, такі як Хамас і Хізбалла. Розширив свої дослідження в інших дисциплінах: вивчав питання імміграції, також був директором Міжвузівського міжрегіонального центру, що фінансується Європейською Комісією (ODEG: 2000—2001), брав участь як науковий співробітник наукового комітету і член міжрегіонального та міжнародного проекту Intemigra.
12 квітня 2011 р. брав участь в II-й Міжнародній науково-практичній конференції, що відбувалася в Луганському національному університеті імені Тараса Шевченка, де виступив з доповіддю про події в Лівії. Щодо подій в Лівії він зробив висновок, що в світі діє закон джунглів, а не цивілізованих міжнародних відносин. Коментуючи ситуацію в Лівії, вчений підкреслив: «Війна в Лівії може бути початком війни проти Італії, яка багато років співпрацює з цією країною. Але також цей конфлікт можна трактувати, як спробу західних країн вирішити вигідно для себе питання приватизації банків Сходу і отримати більше преференцій в питанні торгівлі нафтою». Професор Моффа стверджує, що тієї реальності, яку створюють ЗМІ щодо конфліктів на Сході, вірити не можна: «Наприклад, у другий день війни було сказано про 10.000 загиблих. Такої кількості жертв не могло бути в принципі, а могили, які ми бачили в новинах, явно не одно-дводенні». За його словами, сучасні вчені вміють відрізняти правду від брехні в мас-медіа і намагаються спиратися на ЗМІ тільки як на додаткове джерело, роблячи серйозні висновки.

### Заперечення Голокосту
Моффа викладає студентам спеціальний курс, який називається: «Ні так званому Голокосту — брехня і брак точності». Професор подає студентам інформацію, що пояснює яким чином євреї переписали історію.
У своїй статті, що викликала суперечки, опублікованій в італійській газеті «Ла Републіка» Моффа стверджує, що не було ні газових камер, ні крематоріїв. Він також ставить під сумнів кількість жертв, убитих нацистським режимом. «Ми не знайшли ніяких документів, підписаних Гітлером, що стосуються знищення євреїв», — стверджує професор.
Єврейська громада Італії вважає, що він «грішить проти професії дослідника», і як доказ надала частину листів Моффа, де він пов'язує у єдине ціле інтереси єврейського народу щодо економічного прибутку, створення Ізраїлю і «роздування жахів Голокосту».
Також італійський професор дивується, яким чином «сини єврейського народу», який став одним із найсильніших і найвпливовіших у світі, привласнили собі монополію на «статус жертви». Він стверджує, що сьогодні євреї «мають імунітет проти критики і розмахують помилковими свідченнями при першій же нагоді». Він також вважає, що 6.000.000 — число євреїв, нібито загиблих під час Голокосту — походить з єврейської Каббали, і це є причина того, що євреї вибрали саме це число.
У травні 2007 р. глава факультету досліджень Близького Сходу Клаудіо Моффа запросив ревізіоніста професора Робера Форіссона, який заперечує Голокост, прочитати студентам лекцію. Деканат зажадав від Моффа скасувати запрошення, а Університет оголосив про те, що закривається на день, оскільки побоюється, що лекції Форрісона можуть загрожувати безпеці учнів. Цей крок був зроблений після жарких протестів єврейської громади Італії. Після спільної пресконференції та окремих інтерв'ю для провідних італійських газет, що влаштували професор Моффа і професор Форіссон, декілька агресивно налаштованих осіб жестикулюючи з погрозами наблизилися до Форіссона. Професор Моффа та інші люди стали між французьким ученим і хуліганами, один з яких вдарив Моффу по шиї. Моффа спіймав нападника, але друзі головоріза втрутилися, почалася бійка аж до втручання поліції, при чому одному поліцейському зламали плече. Начальник поліції попросив проф. Форіссона негайно залишити місто.

### Книги та монографії
2009
- Claudio Moffa, Le relazioni fra Italia e Libia, in Dominique Bendo Soupou (a cura di), Il nuovo Mediterraneo. Conflitti e coesistenza pacifica, L'Harmattan Italia, Torino 2009, pp. 276—286.
- Claudio Moffa (a cura), La polizia del pensiero, 21&33, Roma, 2009, pp. 231: saggi di Francesco Mario Agnoli, Michele Ainis, Renato Borzone, Franco Cardini, Giovanni Cipollone, Luigi Copertino, Giovanna Corrias Lucente, Norman Finkelstein, Francesca Romana Fragale, Mauro Mellini, Claudio Moffa, Antonio Napolitano, Israel Shamir, Augusto Sinagra, Vincenzo Strika et al.

2007
- Claudio Moffa (a cura di), Enrico Mattei, il coraggio e la storia, atti del convegno, Università di Teramo 17-18 maggio 2006, Roma, 2007, pp. 160: saggi di Giulio Andreotti, Umberto Bartocci, Giovanni Galloni, Vincenzo Gandolfi, Emanuele Macaluso, Nico Perrone, Andrea Ricciardi et al.
- Claudio Moffa (a cura di), La storia imbavagliata, atti del convegno del Master Enrico Mattei in Medio Oriente, Università di Teramo 17-19 aprile, Roma 2007, pp. 393: scritti di Michele Ainis, Samir Al Qaryouti, Alessandro Barbero, Paolo Bargiacchi, Luigi Copertino, Angelo D'Orsi, Tiberio Graziani, Michela Manetti, Mauro Manno, Alberto Marino, Mauro Mellini, Claudio Moffa, Giancarlo Paciello, Renato Rolli, Giancarlo Scotuzzi, Israel Shamir, et al.

2006
- Claudio Moffa, Enrico Mattei: contro l'arrembaggio al petrolio e al metano, Aracne, Roma 2006, pp. 99. — Claudio Moffa, L'Africa alla periferia della Storia. Conflittualità interetnica, sviluppo, sottosviluppo, Nuova edizione, Aracne, Roma 2006, pp. 296.

2005
- Claudio Moffa (a cura di), Lamerica. Ideologie e realtà dell'immigrazione, Aracne, Roma 2005 (prima edizione: 2004), pp. 258: saggi di Francesco Belvisi, Paolo Chiozzi, Umberto Melotti, Claudio Moffa, Eide Spedicato Iengo; interventi di Anna Bono, Maria Claudia Origlia, Marcelle Padovani, Giancarlo Rossi, et al.

2003
- Claudio Moffa, Msiri e il capitano Bodson. Colonialismo yeke e colonialismo europeo nel Katanga dell'Ottocento, Aracne, Roma, 2003, pp. 208.

2002
- Claudio Moffa, La favola multietnica. Per una critica della sociologia dell' «immigrazione facile», l'Harmattan Italia, Torino, pp. 103.
- Claudio Moffa, 11 settembre. Palestina radice della guerra, Quaderni di Contropiano, Roma, gennaio 2002, pp. 40.

1999
- Claudio Moffa (a cura di), Storia dell'Africa, Teti editore, Milano, pp. 215. — Claudio Moffa (a cura di), L'etnia fra invenzione e realtà, l'Harmattan Italia, Torino 1999, pp. 219: saggi di Anna Bono, Alfred Bosch, Carlo Carbone, Luc de Heusch, Piergiovanni Donini, Rosario Giordano, Bogumil Jewsiewicki, Luigi Lombardi-Satriani, Umberto Melotti, Claudio Moffa, Giordano Sivini, Pier Giorgio Solinas et al.
- Claudio Moffa con Andrea Catone, Domenico Losurdo, P.F. Taboni, Dal Medio Oriente ai Balcani. L'alba di sangue del «secolo americano», La Città del Sole, Napoli 1999.

1996
- Claudio Moffa, Saggi di Storia Africana, Unicopli, Milano 1996, pp. 278.

1995
- Claudio Moffa (a cura di) La lente di Marx, 3, Roma 1995, pp. 100: interventi e saggi di Guillermo Almeyra, Bruno Amoroso, Pietro Barcellona, Anna Bono, Franco Cardini, Ennio Di Nolfo, Piergiovanni Donini, Claudio Moffa, Francesco Montessoro, Ugo Rescigno, Stefano Rodotà et al.

1994
- Claudio Moffa, L'Afrique à la peripherie de l'histoire, prefazione di Catherine Coquery Vidrovitch, l'Harmattan, Parigi, pp. 379.
- Claudio Moffa (cura di), La storiografia africanistica nell'età della decolonizzazione fra vecchi e nuovi miti, Atti del convegno, Facoltà di Scienze Politiche, Università di Teramo, in Trimestre, XXVIII/1-4, pp. 103—153: saggi di Catherine Coquery Vidrovitch, Bernardo Bernardi, Salvatore Bono, Umberto Melotti, Irma Taddia.
- Claudio Moffa (a cura di) La lente di Marx, 2, Roma 1994, pp. 100: monografia con sezione antologica (Antonio Gramsci, Abraham Léon, Carlo Marx, Sante Mazzarino, Baruch Spinoza, Livia Rokach, William Yale, Zevi Peres Chajes) e sezione saggi (Luc De Heusch, Serge Halimi, Franco Accame, Andrea Catone, Alessandra Ciattini, Paolo Matthiae, Claudio Moffa, Tiziano Tussi).

1993
- Claudio Moffa, L'Africa alla periferia della Storia, Guida, Napoli 1993, pp. 359.

1990
- Claudio Moffa (a cura di), Il no di Cuba, 4, 1990, pp. 298: saggi, articoli e interventi di Paolo Amati, Massimo Cavallini, Augusta Conchiglia, Flavio Fusi, Aldo Garzia, Susan George, Roberto Massari, Antonio Melis, Claudio Moffa, Patrizia Poletti, Paolo Pioppi, José Ramos Regidor, Alessandra Riccio, Enzo Santarelli, Paul Sweezy, et al.

1988
- Claudio Moffa (a cura di), La questione nazionale dopo la decolonizzazione. Per una rilettura del principio di autodecisione dei popoli, Roma, Quaderni Internazionali 2, pp. 300: saggi di Guillermo Almeyra, Mirella Galletti, Gianni Lanzinger, Marco Lenci, Claudio Marta, Claudio Moffa, Carlo Pinzani, Gianroberto Scarcia, Guido Valabrega, Victor Zaslasvky.

1986
- Claudio Moffa (a cura di), La Libia di Gheddafi, Roma, Quaderni Internazionali 1, pp. 193: saggi e interventi di Michele Achilli, Bruno Amoroso, Piergiovanni Donini, Giancarlo Lannutti, Igor Man, Valentino Parlato, Anthony Quinn (intervista), Gianluigi Rossi, Enzo Santarelli, Arminio Savioli, Roberto Silvestri.

1980
- Claudio Moffa, La rivoluzione etiopica Testi e documenti, Argalia, Urbino 1980, pp. 487.

1978
- Claudio Moffa, Etiopia dietro la trincea, La Salamandra, Milano 1978, pp. 196. 1976 — Claudio Moffa, La resistenza palestinese, Savelli, Roma 1976, pp. 224.

### Есе та статті (вибірково)
2009
- Claudio Moffa, L'Europa fuori dall'Europa di Enrico Mattei: un'eredità difficile, in Andrea Piras, L'Europa oltre l'Europa. Crociate, missioni, colonie, Il Cerchio, Rimini, 2009, pp. 131—138.
- Claudio Moffa, «La legge sulla giornata della memoria e la Costituzione» e «I marxisti e l 'Olocausto'», in Claudio Moffa (a cura di), La polizia del pensiero, 21&33, Roma, 2009, pp. 44-46 e pp. 168—176.

2007
- Claudio Moffa, «L'altro muro: Israele, l'Iraq e la guerra infinita: la difficoltà di informare e essere informati», in Dominique Bendo Soupu (a cura di), Il Mediterraneo dopo la crisi del sistema bipolare, atti del convegno all'Università di Salerno, Harmattan Italia, 2007, pp. 153—171.
- Claudio Moffa, «Putin, il Vicino Oriente e il mondo», in Eurasia 2, 2007, pp. 79-82.
- Claudio Moffa, "Le contraddizioni della cultura liberale di fronte al tema dell' 'Olocausto', pp.15-19; Idem, «La storia come reato d'opinione. Le leggi 'antinegazioniste' in Europa, Turchia, Ruanda», pp. 95-116: in Claudio Moffa (a cura di), La Storia imbavagliata, Atti del convegno, Università di Teramo 17-19 aprile, s.e., Roma 2007.
- Claudio Moffa, «Dalla guerra di Suez all'attentato di Bascapé: l'ombra di Israele sul 'caso Mattei'», s.e., Roma 2007, in Claudio Moffa (a cura di), Enrico Mattei, il coraggio e la storia, pp. 95-116.

2006
- Claudio Moffa, Una narrazione autoctona: Msiri e le Memorie di Mukanda Bantu, in Maria R. Turano (a cura di), Le fonti narrative nelle scienze sociali relative all'Africa, Atti delle Giornate di Studio, Università di Lecce, 21-22 marzo 2005, Quaderni di Palaver, Aracne, Roma 2006, pp. 41-45.